# Nesidiochernes australicus
Nesidiochernes australicus är en spindeldjursart som beskrevs av Beier 1966. Nesidiochernes australicus ingår i släktet Nesidiochernes och familjen blindklokrypare. Inga underarter finns listade i Catalogue of Life.